# Planéta Szimonetta
Planéta Szimonetta (Kazincbarcika, 1993. december 12. –) magyar válogatott kézilabdázó, jobbátlövő, jelenleg a lengyel MKS Lublin játékosa.

## Pályafutása

### Klubcsapatokban
Győri nevelésként fiatalon NB1-es játéklehetőséget kapott, miután nevelőegyesülete kölcsönadta az élvonalbeli Veszprém Barabás KC-nak. Itt stabil kezdőjátékosnak számított, és a 2012–2013-as szezonban 124 gólt lőtt az első osztály alapszakasza során, amivel a góllövőlista 4. helyét érte el. 2014–2016 között a bekerült a Győri Audi ETO KC keretébe, játéklehetőséget viszont keveset kapott, emiatt a 2016–2017-es szezont kölcsönben a német Thüringer HC-nál töltötte, amely csapattal a Bajnokok ligájában is rendszeresen pályára lépett. A szezon végén közös megegyezéssel felbontották győri szerződését, és két évre a francia Chambray Touraine csapatához igazolt. Itt posztján újra első számú játékos lett, az első szezonjában 90 gólt szerzett, ebből 24-et három januári mérkőzésen ért el, ennek is köszönhetően megválasztották a hónap játékosának. 2018 novemberében egy plusz egy éves szerződéshosszabbítást írt alá a francia klubbal. 2019 márciusától nem lépett pályára sérülések, műtétek miatt, egészen 2021 tavaszáig. 791 napos kihagyást követően a Metz ellen két gólt szerezve tért vissza a csapatba. A 2021–2022-es idénytől újra Magyarországon kézilabdázott, a Debreceni VSC színeiben. A 2023–2024-es szezon végén távozott Debrecenből. Pályafutását Lengyelországban, az MKS Lublin csapatában folytatja a 2024–2025-ös szezonban.

### A válogatottban
17 évesen, 2011-ben került be először a magyar válogatott keretébe. Első mérkőzését a válogatottban 2011. november 18-án játszotta. Pályára lépett a 2014-es Európa-bajnokságon, a 2015-ös világbajnokságon, a 2016-os Európa-bajnokságon, a 2018-as Európa-bajnokságon és a 2021-es világbajnokságon is.

## Eredményei
- Klubszinten: Bajnokok Ligája-ezüstérmes (2012, 2016), négyszeres magyar bajnok (2010, 2011, 2012, 2016), ötszörös Magyar Kupa-győztes (2010, 2011, 2012, 2015, 2016), háromszoros Magyar Kupa-bronzérmes (2013, 2023, 2024), Német Szuperkupa-győztes (2016),[19] német bajnoki ezüstérmes (2017).
- Válogatott: Európa-bajnokság: 6. hely (2014), 7. hely (2018), 12. hely (2016); Világbajnokság: 10. hely (2021), 11. hely (2015).

## Díjai, elismerései
- Möbelringen-kupa All-Star-válogatottː 2018[20]

## Felnőtt klubjai
- Győri Audi ETO KC (2010–2017)
- Veszprém Barabás KC (kölcsönben) (2012–2014)
- Thüringer HC (kölcsönben) (2016–2017)
- Chambray Touraine (2017–2021)
- Debreceni VSC (2021–2024)
- MKS Lublin (2024–)